# Chiesa di Santa Maria Maddalena (La Maddalena)
Santa Maria Maddalena è la chiesa principale di La Maddalena, situata in piazza Santa Maria Maddalena, poco lontana da Cala Gavetta. Sede parrocchiale, è dedicata alla patrona della città e dell'omonima isola.

## Storia
La prima chiesa documentata dell'isola sorse nel 1768 in località Collo Piano (oggi zona Trinita). 
Il tempio, dedicato a santa Maria Maddalena divenne parrocchia lo stesso anno della sua edificazione. Successivamente, in seguito al graduale spostamento della popolazione dall'interno dell'isola verso la zona di Cala Gavetta, si rese necessaria la costruzione di una nuova chiesa. I lavori cominciarono dopo il 1780, su progetto dell'ingegnere militare piemontese Giacinto Marciot.
La chiesa di Cala Gavetta divenne parrocchiale e fu intitolata alla Maddalena, mentre la chiesa di Collo Piano venne dedicata alla Santissima Trinità.
La nuova parrocchiale fu presto insufficiente a contenere la popolazione, in rapida crescita. Una chiesa più grande, sopra quella del Marciot, venne eretta tra il 1814 e il 1819 grazie all'interessamento del barone Giorgio Andrea Des Geneys, il quale contribuì anche all'arredo del tempio.
Nel 1952 la chiesa venne rimaneggiata e ampliata; in seguito a questi lavori venne demolita l'originaria facciata neoclassica, rimpiazzata da un prospetto in stile "mediterraneo" su progetto dell'architetto Antonio Simon Mossa, e la navata allungata con l'aggiunta di una campata. Vennero inoltre eliminate le decorazioni in stucco e gli affreschi all'interno. Nel 1993 si procedette alla demolizione della facciata del Mossa, sostituita dall'attuale facciata, costruita sul modello di quella originaria su progetto dell'architetto maddalenino Pierluigi Cianchetti.

## Descrizione
Il prospetto, in stile neoclassico, venne eretto a partire dal 1993, con l'intento di ripristinare l'originaria facciata, demolita nel 1952. Presenta la zona centrale leggermente avanzata rispetto alle ali laterali, raccordate al corpo centrale tramite volute curvilinee. L'intero prospetto, che termina al centro con coronamento piatto rimarcato da una cornice aggettante, è scandito da lesene, entro le quali si situano alcune nicchie vuote.
Il portale è sormontato da un timpano curvo, entro il quale è collocata la lapide con l'iscrizione in latino che ricorda l'anno di costruzione del tempio (1814) e il benefattore, il barone Des Geneys.

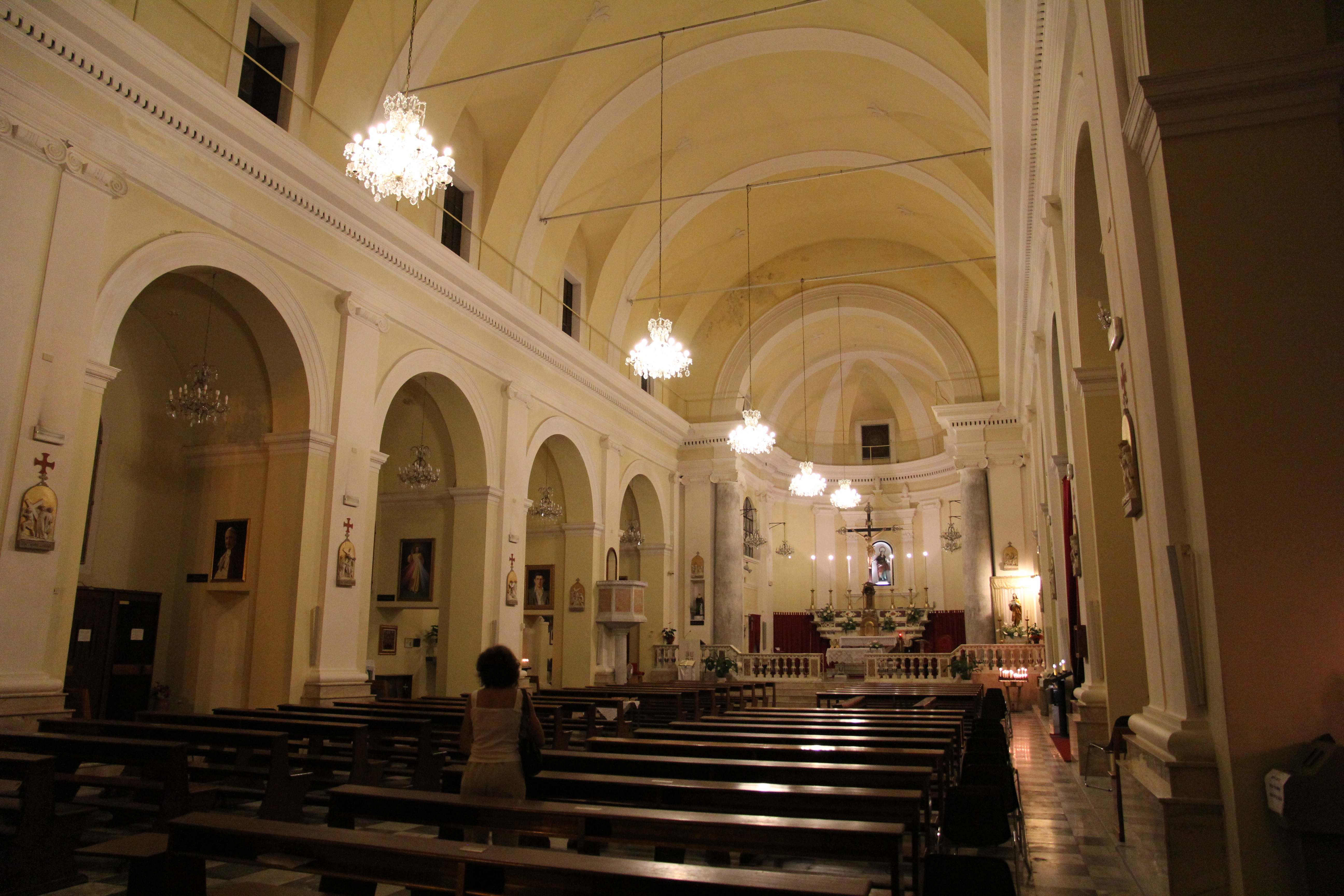
L'interno

L'interno presenta un'unica navata, con nove cappelle per lato (le due presso l'ingresso sono state aggiunte nel 1952), volte a botte e presbiterio quadrangolare con abside semicircolare. La chiesa custodisce alcuni interessanti arredi e opere d'arte. L'altare maggiore, in marmi policromi, venne fatto giungere da Genova nel 1831. Sopra l'altare troneggia un grande crocifisso ligneo di scuola ligure, del 1831, dono del barone Des Geneys. Il barone donò alla chiesa anche l'altare marmoreo e il quadro di san Giorgio. Nell'abside, sopra il coro, si trova la nicchia contenente una statua lignea della santa titolare, databile tra il XVIII e il XIX secolo, di origine ignota, forse di scuola savonese.
Nei locali adiacenti alla chiesa ha sede il museo diocesano di arte sacra, dove è esposto il tesoro di Santa Maria Maddalena. Fanno parte del tesoro anche il crocifisso e i due candelieri d'argento donati alla parrocchia dall'ammiraglio Orazio Nelson nel 1804.